# Banksula
Banksula é um género de aracnídeos da família Phalangodidae. Todas as espécies do género em questão são endêmicas da Califórnia, EUA.
Este género contém as seguintes espécies:
- Banksula melones
- Banksula incredula
- Banksula californica
- Banksula galilei
- Banksula grahami
- Banksula grubbsi
- Banksula martinorum
- Banksula rudolphi
- Banksula tuolumne
- Banksula tutankhamen